# لاري دين (كوميدي ارتجالي)
لاري دين (بالإنجليزية: Larry Dean)‏ هو كوميدي ارتجالي بريطاني، ولد في 1990 في غلاسكو في المملكة المتحدة.

## وصلات خارجية
- الموقع الرسمي